# Cymothoa exigua
Cymothoa exigua és una espècie de crustaci isòpode paràsit de la família Cymothoidae. Malgrat que és una espècie restringida al golf de Califòrnia i els seus voltants, n'hi ha un registre a la boca d'un peix capturat a les costes del Regne Unit.
Les femelles tenen una mida que oscil·la entre els 8-29 mm de llargada i 3-7 mm d'amplada, mentre que els mascles fan uns 7,5-15 mm de llargada i uns 3-7 mm d'amplada.

## Història natural
El paràsit s'agafa a la llengua del seu peix hoste amb els seus tres parells de potes davanteres i es nodreix de l'artèria que subministra sang a aquell òrgan. Amb el temps, la llengua del peix s'atrofia, el crustaci s'uneix als músculs linguals i la reemplaça fins al punt que el peix la pot emprar com si fos la seua llengua original sense rebre cap mena de mal, ja que ni tan sols el paràsit s'alimenta del menjar que el peix ingereix. Es tracta de l'únic paràsit conegut que substitueix amb èxit un òrgan del seu amfitrió.
No parasita els éssers humans, però pot mossegar-los si és manipulat en vida.
És hermafrodita proteràndric i entra als peixos a través de les brànquies i canvia de sexe al llarg del seu cicle vital. Del grup inicial de mascles, només un esdevindrà femella i aquesta s'adherirà a la base de la llengua, mentre la resta de mascles seguiran darrere d'ella a les brànquies properes.